# Старе Арцишево
Старе Арцишево (пол. Stare Arciszewo) — село в Польщі, у гміні Мала Весь Плоцького повіту Мазовецького воєводства.
Населення — 80 осіб (2011).
У 1975-1998 роках село належало до Плоцького воєводства.

## Демографія
Демографічна структура станом на 31 березня 2011 року:
|          | Загалом | Допрацездатний вік | Працездатний вік | Постпрацездатний вік |
| -------- | ------- | ------------------ | ---------------- | -------------------- |
| Чоловіки | 36      | 7                  | 24               | 5                    |
| Жінки    | 44      | 9                  | 27               | 8                    |
| Разом    | 80      | 16                 | 51               | 13                   |